# Ashes Tour 1903/04
Die Ashes Tour 1903/04 war die Tour der englischen Cricket-Nationalmannschaft, die die 17. Austragung der Ashes beinhaltete, und wurde zwischen dem 1. Dezember 1903 und 8. März 1904 durchgeführt. Die Ashes Series 1903/04 selbst wurde in Form von fünf Testspielen zwischen Australien und England ausgetragen. Austragungsorte waren jeweils australische Stadien. Die Tour beinhaltete neben der Testserie eine Reihe weiterer Spiele zwischen den beiden Mannschaften im Winter 1903/04. England gewann die Serie 1–0.

## Vorgeschichte
Für beide Mannschaften war es die erste Tour der Saison.
Das letzte Aufeinandertreffen der beiden Mannschaften bei einer Tour fand in der Saison 1902 in England statt.

## Stadien
Die folgenden Stadien wurden für die Tour als Austragungsort vorgesehen.
| Stadion                  | Stadt     | Kapazität | Spiele       |
| ------------------------ | --------- | --------- | ------------ |
| Adelaide Oval            | Adelaide  | 53.583    | 3. Test      |
| Melbourne Cricket Ground | Melbourne | 100.024   | 2. & 5. Test |
| Sydney Cricket Ground    | Sydney    | 48.000    | 1. & 4. Test |

## Kaderlisten
Die Mannschaften benannten die folgenden Kader.
| Test | Test |
| Australien | England |
| --- | --- |
| - Monty Noble (K) - Warwick Armstrong - Tibby Cotter - Reggie Duff - Algy Gehrs - Syd Gregory - Clem Hill - Bert Hopkins - Bill Howell - James Kelly (wk) - Frank Laver - Peter McAlister - Charlie McLeod - Jack Saunders - Hugh Trumble - Victor Trumper | - Pelham Warner (K) - Ted Arnold - Bernard Bosanquet - Len Braund - Arthur Fielder - Tip Foster - Tom Hayward - George Hirst - Albert Knight - Dick Lilley (wk) - Albert Relf - Wilfred Rhodes - Johnny Tyldesley |

## Tests

### Erster Test in Sydney
| 11. – 17. Dezember Scorecard | Sydney | Australien 285 (118.2) & 485 (145.2) | – | England 577 (181.2) & 194-5 (95.5) |
|                              |        | England gewinnt mit 5 Wickets        |   |                                    |

Australien gewann den Münzwurf und entschied sich als Schlagmannschaft zu beginnen. Nachdem sie früh drei Wickets verloren konnten Monty Noble und Warwick Armstrong eine Partnerschaft bilden. Armstrong schied nach 48 Runs aus und die ihm folgenden Bert Hopkins erreichte 39 und Syd Gregory 23 Runs. Daraufhin endete der tag beim Stand von 259/7. Am zweiten Spieltag kam James Kelly ins Spiel und Noble verlor sein Wicket nach einem Century über 133 Runs. Kelly formte eine letzte Partnerschaft zusammen mit Jack Saunders, bevor er sein wicket nach 10 Runs verlor. Saunders hatte zu diesem Zeitpunkt 11* Runs erreicht. Bester englischer Bowler war Ted Arnold mit 4 Wickets für 76 Runs. Für England bildete Eröffnungs-Batter Tom Hayward zusammen mit dem dritten Schlagmann Johnny Tyldesley eine Partnerschaft. Hayward erzielte 15 Runs, woraufhin Ted Arnold aufs Feld kam. Tyldesley verlor sein Wicket nach einem Fifty über 53 Runs, bevor sich Tip Foster etablieren konnte. Nachdem Arnold nach 27 Runs ausschied und Len Braund aufs Feld gekommen war, endete der Tag beim Stand von 243/4. Nach einem Ruhetag erreichte Braund am dritten Spieltag ein Century über 102 Runs. Nachdem an der Seite von Foster Albert Relf 31 Runs erzielt hatte, schied dieser selbst nach einem Double-Century über 287 Runs aus. Sein hineingekommener Partner Wilfred Rhodes konnte bis dahin 40* Runs erzielen, womit sie einen Vorsprung von 292 Runs erreicht hatten. Beste australische Bowler waren Monty Noble mit 3 Wickets für 99 Runs und Bill Howell mit 3 Wickets für 111 Runs. Für Australien formten die Eröffnungs-Batter syd Gregory und James Kelly eine erste Partnerschaft, bis der tag beim, Stand von 16/0 endete. Am vierten Spieltag schied James nach 13 Runs aus und wurde durch Reggie Duff ersetzt. Gregory erreichte 43 Runs und nachdem Clem Hill ins Spiel kam, schied Duff nach einem Fifty über 84 Runs aus. Dieser wurde gefolgt durch Victor Trumper. Hill erreichte ein Fifty über 51 Runs, woraufhin Monty Noble 22 Runs erzielte und durch Warwick Armstrong ersetzt wurde. Der tag endete in der Folge beim Stand von 367/5. Am fünften Spieltag schied der hineinkommende Bert Hoskins nach 20 Runs aus, während Trumper das Innings ungeschlagen nach einem Century über 185* Runs beendete. Australien setzte so die Vorgabe für England auf 194 Runs. Bester englischer Bowler war Wilfred Rhodes mit 5 Wickets für 94 Runs. Für England konnte sich Eröffnungs-Batter Tom Hayward etablieren und an seiner Seite Tip Foster 19 Runs erreichen. Nachdem George Hirst aufs Feld gekommen war, endete der tag beim Stand von 122/4. Am sechsten Spieltag schied Hayward nach einem Half-Century über 91 Runs aus und Hirst konnte mit einem Fifty über 60* Runs die Vorgabe einholen. Beste australische Bowler waren Bill Howell mit 2 Wickets für 35 Runs und Jack Saunders mit 2 Wickets für 51 Runs.

### Zweiter Test in Melbourne
| 1. – 5. Januar Scorecard | Melbourne | England 315 (152.5) & 103 (28.5) | – | Australien 122 (30.2) & 111 (29.4) |
|                          |           | England gewinnt mit 185 Runs     |   |                                    |

England gewann den Münzwurf und entschied sich als Schlagmannschaft zu beginnen. Für England formten die Eröffnungs-Batter Pelham Warner und Tom Hayward eine Partnerschaft. Hayward erreichte ein Fifty über 58 Runs und auch Warner schied nach einem ebensolchen nach 68 Runs aus. Daraufhin folgte eine Partnerschaft zwischen Johnny Tyldesley und Tip Foster, die den Tag beim Stand von 221/2 beendeten. Am zweiten Spieltag musste Foster aus Krankheitsgründen nach 49 Runs ausscheiden und der hineinkommende Len Braund erreichte 20 Runs. Tyldesley beendete den Tag beim Stand von 306/6. Nach einem Ruhetag schied Tyldesley nach einem Half-Century über 97 Runs aus und das Innings endete mit 315 Runs. Beste australische Bowler waren Bill Howell mit 4 Wickets für 43 Runs und Hugh Tumble mit 4 Wickets für 107 Runs. Für Australien bildeten die Eröffnungs-Batter Reggie Duff und Victor Trumper eine Partnerschaft. Duff gelangen 10 Runs und nachdem an der Seite von Trumper Bert Hopkins 19 Runs erreichte, verlor Trumper nach einem Fifty über 74 Runs das letzte Wicket des Innings bei einem Rückstand von 193 Runs. Bester englischer Bowler war Wilfred Rhodes mit 7 Wickets für 56 Runs. Für England etablierte sich der dritte Schlagmann Johnny Tyldesley, der den tag beim Stand von 74/5 beenden konnte. Am vierten Spieltag kam Albert Relf ins Spiel und Tyldesley schied nach einem Fifty über 62 Runs aus. Relf erreichte 10* Runs bis das letzte Innings fiel und erhöhte so die Vorgabe auf 297 Runs. Bester australischer Bowler war Hugh Trumble mit 5 Wickets für 34 Runs. Für Australien bildeten der Eröffnungs-Batter Victor Trumper und der dritte Schlagmann Clem Hill eine Partnerschaft. Hill erreichte 20 Runs und wurde durch Monty Noble gefolgt. Trumper schied daraufhin nach 35 Runs aus, allerdings fand Nioble keinen weiteren Partner und beendete so das Innings ungeschlagen nach 31* Runs und einer Niederlage. Bester englischer Bowler war Wilfred Rhodes mit 8 Wickets für 68 Runs.

### Dritter Test in Adelaide
| 15. – 20. Januar Scorecard | Adelaide | Australien 388 (106.1) & 351 (114.5) | – | England 245 (102) & 278 (117.1) |
|                            |          | Australien gewinnt mit 216 Runs      |   |                                 |

Australien gewann den Münzwurf und entschied sich als Schlagmannschaft zu beginnen. Für sie bildeten die Eröffnungs-Batter Victor Trumper und Reggie Duff eine Partnerschaft. Duff erzielte ein Fifty über 79 Runs, bevor Clem Hill aufs Feld kam. Trumper gelang ein Century über 113 Runs und wurde gefolgt durch Monty Noble. Hill verlor sein Wicket nach einem Half-Century über 88 Runs und nachdem Warwick Armstrong 10 Runs gelangen endete der tag beim Stand von 355/6. Am zweiten Spieltag verlor Noble sein Wicket nach einem Fifty über 59 Runs und das Innings endete kurz darauf nach 388 Runs. Beste englische Bowler waren Ted Arnold mit 3 Wickets für 93 Runs und Bernard Bosanquet mit 3 Wickets für 95 Runs. Für England formten die Eröffnungs-Batter Pelham Warner und Tom Hayward eine erste Partnerschaft. Hayward schied nach 20 Runs aus und wurde gefolgt durch Tip Foster. Warner verlor sein Wicket nach 48 Runs und nachdem Foster nach 21 Runs ausschied, erreichte Len Braund 13 Runs. In der Folge etablierte sich George Hirst und an seiner Seite gelangen Bernard Bosanquet 10 Runs. Nachdem Ted Arnold aufs Feld gekommen war, schied auch Hirst nach einem Fifty über 58 Runs aus und der Tag endete beim Stand von 199/8. Nach einem Ruhetag fand Arnold mit Dick Lilley einen weiteren Partner, dem 28 Runs gelangen. Kurz darauf fiel das letzte Wicket des Innings als Arnold 23* Runs erzielt und England einen Rückstand von 133 Runs aufzuweisen hatte. Beste australische Bowler waren Hugh Trumble mit 3 Wickets für 49 Runs und Bert Hopkins mit 3 Wickets für 68 Runs. In ihrem zweiten Innings begannen für Australien abermals Victor Trumper und Reggie Duff. Duff gelangen 14 Runs und nachdem Clem Hill ins Spiel kam, schied auch Trumper nach einem Fifty über 59 Runs aus. Hill konnte 16 Runs erzielen, bevor Syd Gregory und Monty Noble eine Partnerschaft formten. Diese endete nachdem gregory ein Century über 112 Runs erreichte und der Tag wurde beim Stand von 263/4 beendet. Am vierten Spieltag kam Warwick Armstrong aufs Feld und Noble verlor sein Wicket nach einem Fifty über 65 Runs. Armstrong erreichte 39 Runs und der hineinkommende James Kelly 13 weitere, bevor das Innings mit einer Vorgabe für England von 495 Runs endete. Bester englischer Bowler war Bernard Bosanquet mit 4 Wickets für 73 Runs. In ihrer Antwort begannen für England Pelham Warner und Tom Hayward. Hayward gelangen 67 Runs, woraufhin der Tag beim Stand von 150/2 endete. Am fünften Spieltag kam Johnny Tyldesley aufs Feld und nachdem Warner nach einem Fifty über 79 Runs ausgeschieden war, verlor auch Tyldesley sein Wicket nach 10 Runs. Die folgende Partnerschaft wurde durch Tip Foster und Len Braund gebildet. Foster erzielte 16 Runs und wurde gefolgt durch George Hirst. Braund schied nach 25 Runs aus, woraufhin Bernard Bosanquet 10 Runs gelangen. Nachdem Hirst nach 44 Runs sein Wicket verloren hatte, konnte der hineinkommende Arthur Fielder noch 14* Runs hinzufügen, womit die Niederlage jedoch nicht vermieden werden konnte. Bester australischer Bowler war Bert Hopkins mit 4 Wickets für 81 Runs.

### Vierter Test in Sydney
| 26. Februar – 3. März Scorecard | Sydney | England 249 (114.1) & 210 (99.3) | – | Australien 131 (51.3) & 171 (72.5) |
|                                 |        | England gewinnt mit 157 Runs     |   |                                    |

England gewann den Münzwurf und entschied sich als Schlagmannschaft zu beginnen. Für England bildete Eröffnungs-Batter Tom Hayward zusammen mit dem dritten Schlagmann Johnny Tyldesley eine Partnerschaft. Tyldesley erreichte 16 Runs und Hayward 18, bevor Tip Foster zusammen mit Albert Knight eine Partnerschaft formte. Foster schied nach 19 Runs aus und an der Seite von Knight gelangen Len Braund 39, George Hirst 25 und Bernard Bosanquet 12 Runs, bevor der Tag beim Stand von 207/7 endete. Am zweiten Spieltag gelangen Dick Lilley 24 Runs an der Seite von Knight. Nachdem Wilfred Rhodes nach 10 Runs das letzte Wicket des Innings verloren hatte, beendete Knight das Innings ungeschlagen mit einem Fifty über 70* Runs. Bester australischer Bowler war Monty Noble mit 7 Wickets für 100 Runs. Für Australien konnte Eröffnungs-Batter Reggie Duff und der dritte Schlagmann Clem Hill eine Partnerschaft formen. Duff erreichte 47 Runs und Hill 33 Runs, bevor der Tag beim Stand von 114/5 endete. Nach einem Ruhetag und einem weiteren tag an dem das Spielen nicht möglich war, gelangen Charlie McLeod 18 Runs, bevor das Innings mit einem Rückstand von 118 Runs für die australische Mannschaft endete. Beste englische Bowler waren Ted Arnold mit 4 Wickets für 28 Runs und Wilfred Rhodes mit 4 Wickets für 33 Runs. In ihrem zweiten Innings konnten für England die Eröffnungs-Batter Tom Hayward und Tip Foster eine Partnerschaft formen. Foster schied nach 27 Runs aus und der Tag endete beim Stand von 50/1. Am vierten Spieltag kam Len Braund ins Spiel und Hayward verlor sein Wicket nach einem Fifty über 52 Runs. An der Seite von Braund konnte sich George Hirst etablieren, bevor Braund nach 19 Runs ausschied. Daraufhin kam Pelham Warner ins Spiel und Hirst verlor sein Wicket nach 18 Runs. In der Folge endete der Tag beim Stand von 155/9. Am fünften Spieltag bildete sich eine letzte Partnerschaft zwischen Pelham und Wilfred Rhodes. Rhodes schied nach 29 Runs aus, als Pelham 31+ Runs erzielt hatte und die Vorgabe wurde so auf 329 Runs erhöht. Beste australische Bowler waren Tibby Cotter mit 3 Wickets für 41 Runs und Charlie McLeod mit 3 Wickets für 42 Runs. Für Australien konnte dann Eröffnungs-Batter Reggie Duff und der dritte Schlagmann Clem Hill eine Partnerschaft bilden. Duff erreichte 19 Runs und der hineinkommende Victor Trumper 12 Runs. Nachdem Monty Noble aufs Feld gekommen war, verlor Hill sein Wicket nach 26 Runs. An der Seite von Noble konnte dann James Kelly 10 Runs erzielen und nachdem der letzte Schlagmann, Tibby Cotter, sein Wicket nach 34 Runs verlor, hatte Noble ein Fifty über 53 Runs erzielt. Dies reichte jedoch nicht um die Vorgabe zu gefährden. Bester englischer Bowler war Bernard Bosanquet mit 6 Wickets für 51 Runs.

### Fünfter Test in Melbourne
| 5. – 8. März Scorecard | Melbourne | Australien 247 (82.1) & 133 (43.5) | – | England 61 (31.2) & 101 (22.5) |
|                        |           | Australien gewinnt mit 216 Runs    |   |                                |

Australien gewann den Münzwurf und entschied sich als Schlagmannschaft zu beginnen. Für sie formte Eröffnungs-Batter Victor Trumper zusammen mit dem dritten Schlagmann Clem Hill eine Partnerschaft. Hill schied nach 16 Runs aus und wurde durch Monty Noble gefolgt. Nachdem Trumper ein Fifty über 88 Runs erreichte, schied auch Noble nach 29 Runs aus. In der Folge bildeten Peter McAlister und Bert Hopkins eine weitere Partnerschaft. Hopkins gelangen 32 und McAlister 36 Runs, bevor das innings nach 247 Runs endete. Bester englischer Bowler war Len Braund mit 8 Wickets für 81 Runs. England verlor in der Folge früh zwei Wickets, bevor der Tag beim Stand von 4/2 endete. Nach einem Ruhetag gelang es Johnny Tyldesley und Tip Foster am zweiten Spieltag eine Partnerschaft zu formen. Nachdem Tyldesley nach 10 und Foster nach 18 Runs ausgeschieden war, konnte lediglich Bernard Bosanquet mit 16 Runs eine zweistellige Run-Zahl erreichen. Dieser verlor das letzte Wicket des Innings als England einen Rückstand von 186 Runs aufwies. Beste australische Bowler waren Tibby Cotter mit 6 Wickets für 40 Runs uns Monty Noble mit 4 Wickets für 19 Runs. Für Australien konnte sich James Kelly etablieren, bevor der Tag beim Stand von 13/3 endete. Am dritten Spieltag bildete Kelly zusammen mit Clem Hill eine Partnerschaft. Kelly schied nach 24 und Hill kurz darauf nach 16 Runs aus. Daraufhin bildeten Reggie Duff und Monty Noble eine weitere Partnerschaft. Noble konnte 19 Run erzielen, bevor für ihn Bert Hopkins aufs Feld kam. Duff schied in der Folge nach 31 Runs aus, während Hopkins das innings ungeschlagen mit 25* Runs beendete und so die Vorgabe auf 320 Runs erhöhte. Bester englischer Bowler war George Hirst mit 5 Wickets für 48 Runs. Für England formten Eröffnungs-Batter Johnny Tyldesley und Tip Foster eine Partnerschaft. Tyldesley erreichte 15 Runs und wurde durch Pelham Warner ersetzt. Nachdem Foster 30 Runs erzielte und Warner 11, bildeten Wilfred Rhodes und Ted Arnold eine letzte Partnerschaft. Arnold verlor sein Wicket nach 19 Runs und Rhodes beendete das Innings ungeschlagen mit 16* Runs. Bester australischer Bowler war Hugh Trumble mit 7 Wickets für 28 Runs.

## Statistiken
Die folgenden Cricketstatistiken wurden bei dieser Tour erzielt.
| Tests             | Tests      | Tests   | Tests   | Tests   | Tests   | Tests   | Tests   | Tests   |
| Batting           | Batting    | Batting | Batting | Batting | Batting | Batting | Batting | Batting |
| Spieler           | Mannschaft | Spiele  | Innings | Runs    | Average | HS      | 100s    | 50s     |
| ----------------- | ---------- | ------- | ------- | ------- | ------- | ------- | ------- | ------- |
| Victor Trumper    | Australien | 5       | 10      | 574     | 63,77   | 185*    | 2       | 3       |
| Tip Foster        | England    | 5       | 9       | 486     | 60,75   | 287     | 1       | 0       |
| Monty Noble       | Australien | 5       | 10      | 417     | 59,57   | 133     | 1       | 3       |
| Tom Hayward       | England    | 5       | 9       | 321     | 35,66   | 91      | 0       | 4       |
| Reggie Duff       | Australien | 5       | 10      | 304     | 30,40   | 84      | 0       | 2       |
| Bowling           |            |         |         |         |         |         |         |         |
| Spieler           | Mannschaft | Spiele  | Overs   | Wickets | Average | BBI     | 5W      | 10W     |
| Wilfred Rhodes    | England    | 5       | 172.0   | 31      | 15,74   | 8/68    | 3       | 1       |
| Hugh Trumble      | Australien | 4       | 199.4   | 24      | 16,58   | 7/28    | 2       | 0       |
| Ted Arnold        | England    | 4       | 158.3   | 18      | 26,38   | 4/28    | 0       | 0       |
| Monty Noble       | Australien | 5       | 136.1   | 16      | 20,50   | 7/100   | 1       | 0       |
| Bernard Bosanquet | England    | 4       | 103.0   | 16      | 25,18   | 6/51    | 1       | 0       |